# Teramo Calcio 1975-1976
Questa pagina raccoglie le informazioni riguardanti il Teramo Calcio nelle competizioni ufficiali della stagione 1975-1976.

## Rosa
| N. |                   | Ruolo | Calciatore              |
| -- | ----------------- | ----- | ----------------------- |
|    | Italia (bandiera) | A     | Pierluigi Angeloni      |
|    | Italia (bandiera) | D     | Roberto Canestrari      |
|    | Italia (bandiera) | P     | Leandro Casagrande      |
|    | Italia (bandiera) | D     | Giuliano De Bernardinis |
|    | Italia (bandiera) | C     | Vincenzo Diodati        |
|    | Italia (bandiera) | D     | Francesco Esposito      |
|    | Italia (bandiera) | C     | Osvaldo Jaconi          |
|    | Italia (bandiera) | C     | Patrizo Minozzi         |
|    | Italia (bandiera) | D     | Marcello Nicolucci      |

| N. |                   | Ruolo | Calciatore          |
| -- | ----------------- | ----- | ------------------- |
|    | Italia (bandiera) | D     | Aldo Palandrani     |
|    | Italia (bandiera) | A     | Danilo Pelliccia    |
|    | Italia (bandiera) | C     | Bruno Piccioni      |
|    | Italia (bandiera) | P     | Roberto Posocco     |
|    | Italia (bandiera) | P     | Roberto Renzi       |
|    | Italia (bandiera) | D     | Giorgio Sabbadin    |
|    | Italia (bandiera) | A     | Leo Spina           |
|    | Italia (bandiera) | D     | Francesco Stanzione |
|    | Italia (bandiera) | A     | Massimo Vulpiani    |